# Aftermath (álbum de The Rolling Stones)
Aftermath é o quarto álbum de estúdio da banda de rock inglesa Rolling Stones. O grupo gravou o álbum no RCA Studios na Califórnia em dezembro de 1965 e março de 1966, durante os intervalos entre suas turnês internacionais. Foi lançado no Reino Unido em 15 de abril de 1966 pela Decca Records e nos Estados Unidos no final de junho pela London Records. É o quarto álbum de estúdio britânico e o sexto americano da banda, e segue de perto uma série de singles de sucesso internacionais que ajudaram a trazer aos Stones uma nova riqueza e fama rivalizando com a de seus contemporâneos, The Beatles.
Aftermath é considerado pelos estudiosos da música como um avanço artístico para os Rolling Stones. É seu primeiro álbum a consistir inteiramente de composições originais, todas creditadas a Mick Jagger e Keith Richards. O líder original da banda, Brian Jones, ressurgiu como um contribuidor-chave e experimentou instrumentos não normalmente associados à música popular, incluindo o sitar, o saltério dos Apalaches, o koto japonês e as marimbas, além de tocar violão e gaita. Junto com as texturas instrumentais de Jones, os Stones incorporaram uma gama mais ampla de acordes e elementos estilísticos além de suas influências de Chicago Blues e R&B, como pop, folk, country, psicodelia, barroco e música do Oriente Médio. Influenciados por intensos casos amorosos, tensões dentro do grupo e um exigente itinerário de turnê, Jagger e Richards escreveram o álbum em torno de temas psicodramáticos de amor, sexo, desejo, poder e domínio, ódio, obsessão, sociedade moderna e estrelato do rock. As mulheres aparecem como personagens proeminentes em suas letras, muitas vezes sombrias, sarcásticas e casualmente ofensivas.
O lançamento do álbum foi brevemente adiado pela controvérsia sobre a ideia original da embalagem e o título – Could You Walk on the Water? – devido ao medo da gravadora londrina de ofender os cristãos nos EUA com sua alusão a Jesus andando sobre as águas. Em resposta à falta de controle criativo, e sem outra ideia para o título, os Stones amargamente decidiram por Aftermath, e duas fotos diferentes da banda foram usadas para a capa de cada edição do álbum. O lançamento no Reino Unido apresentou um tempo de execução de mais de 52 minutos, o mais longo para um LP de música popular até aquele momento. A edição americana foi lançada com uma lista de faixas mais curta, substituindo o single "Paint It Black" no lugar de quatro das músicas da versão britânica, de acordo com a preferência da indústria por LPs mais curtos no mercado dos EUA na época.
Aftermath foi um sucesso comercial imediato tanto no Reino Unido quanto nos EUA, liderando a parada de álbuns britânicos por oito semanas consecutivas e eventualmente alcançando a certificação de platina da Recording Industry Association of America (RIAA). Um lançamento inaugural da era do álbum e um rival do impacto contemporâneo do Rubber Soul (1965) dos Beatles, refletiu a cultura jovem e os valores da Swinging London dos anos 1960 e da contracultura crescente, ao mesmo tempo em que atraiu milhares de novos fãs para os Rolling Stones. O álbum também foi muito bem-sucedido com os críticos, embora alguns ouvintes tenham se ofendido com as atitudes irrisórias em relação a personagens femininas em certas músicas. Sua música subversiva solidificou a imagem de rock rebelde da banda, ao mesmo tempo em que foi pioneira no conteúdo psicológico e social mais sombrio que o glam rock e o punk rock britânico explorariam na década de 1970. Aftermath tem sido considerado desde então a mais importante música inicial e formativa dos Stones e seu primeiro álbum clássico, frequentemente classificado em listas profissionais dos melhores álbuns.

## Antecedentes
Em 1965, a popularidade dos Rolling Stones aumentou significativamente com uma série de singles de sucesso internacionais escritos pelo vocalista da banda, Mick Jagger, e seu guitarrista Keith Richards. Esse sucesso atraiu a atenção de Allen Klein, um empresário americano que se tornou seu representante nos EUA em agosto, enquanto Andrew Loog Oldham, o empresário do grupo, continuou no papel de promotor e produtor musical. Uma das primeiras ações de Klein em nome da banda foi forçar a Decca Records a conceder um adiantamento de royalties de 1,2 milhão de dólares ao grupo, trazendo aos membros seus primeiros sinais de riqueza financeira e permitindo que comprassem casas de campo e carros novos. Sua turnê de outubro a dezembro de 1965 pela América do Norte foi a quarta e maior turnê do grupo até aquele momento. De acordo com o biógrafo Victor Bockris, por meio do envolvimento de Klein, os shows proporcionaram à banda "mais publicidade, mais proteção e taxas mais altas do que nunca".
Nessa época, os Rolling Stones começaram a responder à música cada vez mais sofisticada dos Beatles, em comparação com os quais eles eram promovidos por Oldham como uma alternativa mais áspera. Com o sucesso dos singles escritos por Jagger e Richards "(I Can't Get No) Satisfaction" (1965), "Get Off of My Cloud" (1965) e "19th Nervous Breakdown" (1966), a banda rivalizou cada vez mais com a influência musical e cultural dos Beatles. A atitude franca e mal-humorada dos Stones em canções como "Satisfaction" alienou os detratores do establishment do rock, o que, como explica o historiador musical Colin King, "só tornou o grupo mais atraente para aqueles filhos e filhas que se encontravam afastados das hipocrisias do mundo adulto - um elemento que se solidificaria em uma contracultura cada vez mais militante e desencantada com o passar da década". Como outros grupos de rock britânicos e americanos contemporâneos, com Aftermath os Stones buscaram criar um álbum como uma declaração artística, inspirado pelas conquistas dos Beatles com seu lançamento em dezembro de 1965, Rubber Soul - um LP que Oldham mais tarde descreveu como tendo "mudado o mundo musical em que vivíamos naquela época para aquele em que ainda vivemos hoje".

Em 1966, inspirados pelas mulheres formidáveis ao redor deles, movidos pelos motores gêmeos da ambição e das drogas, os Rolling Stones continuaram uma série de singles de sucesso visionários e começaram a lançar álbuns que se destacaram como obras cruciais da era. A influência de uma nova e poderosa energia feminina nos Stones era inegável  ... Ao mesmo tempo, era a era de "Stupid Girl" e "Under My Thumb", canções misóginas de dominância definidas para a música mais sombria e ardente dos Stones.

— Stephen Davis (2001)
Dentro dos Stones, as tensões eram intensas, pois Brian Jones continuava a ser visto pelos fãs e pela imprensa como o líder da banda, uma situação que Jagger e Oldham ressentiam. A dinâmica do grupo também foi afetada por alguns dos envolvimentos românticos dos membros da banda. O novo relacionamento de Jones com a modelo alemã Anita Pallenberg, que havia assumido aspectos sadomasoquistas, ajudou a renovar sua confiança e encorajá-lo a experimentar musicalmente, enquanto sua inteligência e sofisticação intimidavam e despertavam inveja dos outros Stones. Jagger passou a ver sua namorada, Chrissie Shrimpton, como inadequada em comparação; enquanto Jagger buscava uma companheira mais glamorosa, compatível com sua nova riqueza, a aura em torno de Jones e Pallenberg contribuiu para o fim do relacionamento cada vez mais amargo dele e de Shrimpton. O relacionamento de Richards com Linda Keith também se deteriorou à medida que seu uso de drogas aumentou para incluir Mandrax e heroína. O biógrafo da banda Stephen Davis descreve esses envolvimentos como uma "revolução em andamento dentro dos Stones", acrescentando que "Anita Pallenberg restaurou o vacilante Brian Jones ao seu lugar na banda e no mito dos Rolling Stones. Keith Richards também se apaixonou por ela, e sua tríade romântica realinhou o precário eixo político dentro dos Stones."

## Composição e gravação

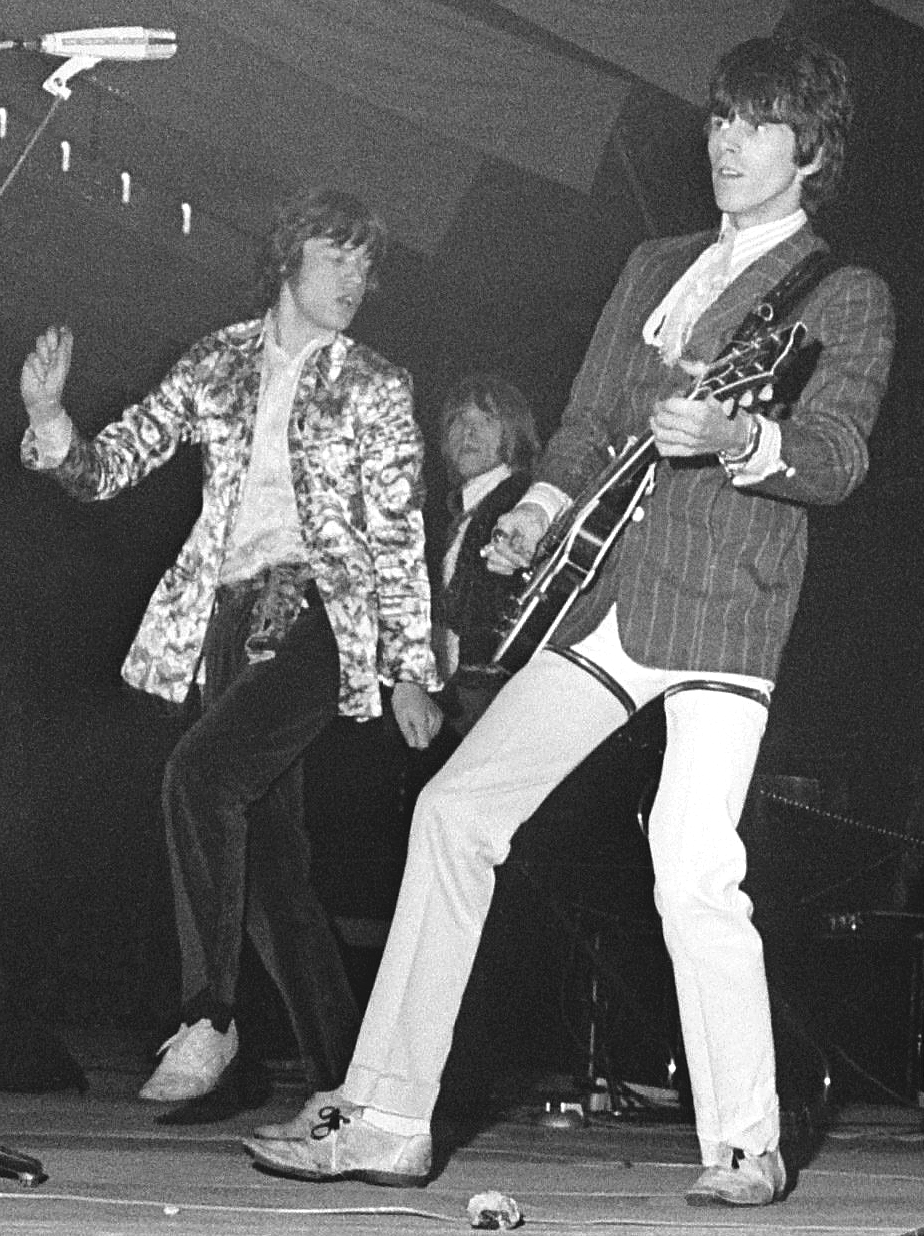
Mick Jagger (esquerda) e Keith Richards (direita), os principais compositores da banda, e Brian Jones (atrás, centro), que contribuiu para o Aftermath como multi-instrumentista.

Aftermath é o primeiro LP dos Stones a ser composto inteiramente de material original do grupo. Todas as músicas foram, por iniciativa de Oldham, escritas e creditadas à parceria de composição de Jagger e Richards. A dupla escreveu grande parte do material durante a turnê de outubro a dezembro de 1965 e a gravação começou imediatamente após o término da turnê. De acordo com o baixista da banda Bill Wyman em seu livro Rolling with the Stones, eles originalmente conceberam Aftermath como a trilha sonora de um filme planejado, Back, Behind and in Front. O plano foi abandonado depois que Jagger conheceu o possível diretor, Nicholas Ray, e não gostou dele. As sessões de gravação ocorreram no RCA Studios em Los Angeles de 8 a 10 de dezembro de 1965 e, após a promoção do single "19th Nervous Breakdown" e uma turnê pela Australásia, de 6 a 9 de março de 1966. Charlie Watts, o baterista do grupo, disse à imprensa que eles haviam completado 10 músicas durante o primeiro bloco de sessões; de acordo com o livro de Wyman, pelo menos 20 foram gravadas em março. Entre as músicas estavam quatro faixas lançadas em singles pelos Rolling Stones no primeiro semestre de 1966, cujos lados A eram "19th Nervous Breakdown" e "Paint It Black". "Ride On, Baby" e "Sittin' on a Fence" também foram gravadas durante as sessões, mas não foram lançadas até o álbum americano Flowers de 1967.
Referindo-se à atmosfera na RCA, Richards disse à revista Beat Instrumental em fevereiro de 1966: "Nossas sessões anteriores sempre foram trabalhos rápidos. Desta vez, pudemos relaxar um pouco, levar nosso tempo." O engenheiro principal do álbum, Dave Hassinger, foi fundamental para fazer o grupo se sentir confortável durante as sessões, pois ele os deixou experimentar instrumentais e se juntar a músicos de estúdio como Jack Nitzsche para variar seu som. Wyman lembrou que Nitzsche e Jones pegavam instrumentos que estavam no estúdio e experimentavam sons para cada música. De acordo com Jagger, Richards estava escrevendo muitas melodias e o grupo as tocava de maneiras diferentes, que eram pensadas principalmente no estúdio. Na lembrança do engenheiro Denny Bruce, as músicas geralmente se desenvolviam por meio de Nitzsche organizando as ideias musicais no piano. Wyman mais tarde criticou Oldham por nutrir Jagger e Richards como compositores, excluindo o resto da banda. O baixista também reclamou que "Paint It Black" deveria ter sido creditado ao pseudônimo coletivo da banda, Nanker Phelge, em vez de Jagger-Richards, já que a música se originou de uma improvisação de estúdio dele, Jones e Watts, com Jones fornecendo a linha da melodia.
Jones provou ser importante na formação do tom e dos arranjos do álbum, ao experimentar instrumentos que eram incomuns na música popular, como a marimba, o sitar e o saltério dos Apalaches. Davis cita as "imagens ácidas e influências exóticas" em Rubber Soul, particularmente o uso do sitar indiano por George Harrison em "Norwegian Wood", como inspiração para a experimentação de Jones com o instrumento em janeiro de 1966: "Uma noite, George colocou a cítara enorme nas mãos de Brian e, em uma hora, Brian estava elaborando pequenas melodias." De acordo com Nitzsche, Jones merecia um crédito de coautoria por "Under My Thumb", que Nitzsche lembrou como sendo uma sequência de três acordes de som pouco original até que Jones descobriu uma marimba mexicana deixada para trás de uma sessão anterior e transformou a peça fornecendo seu riff central. Wyman concordou, dizendo: "Bem, sem a parte da marimba, não é realmente uma música, é?"

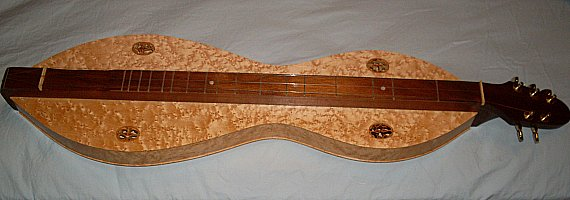
Um saltério dos Apalaches, um dos vários instrumentos que Jones introduziu no som dos Stones para o álbum.

Durante as sessões de gravação, Richards e Oldham rejeitaram o interesse de Jones em instrumentação exótica como uma afetação. De acordo com a jornalista musical Barbara Charone, escrevendo em 1979, todos ligados aos Stones creditaram Jones por "literalmente transformar certos discos com algum instrumento mágico estranho". Enquanto Nitzsche ficou chocado com a crueldade com que trataram Jones, ele disse mais tarde que Jones às vezes estava ausente ou incapacitado por drogas. Hassinger lembrou-se de ver Jones frequentemente "deitado no chão, chapado ou em alguma viagem" e incapaz de tocar, mas que seus companheiros de banda esperavam que ele fosse embora em vez de entrar em uma discussão como outras bandas fariam.
Por causa das distrações de Jones, Richards acabou tocando a maioria das partes de guitarra para Aftermath, tornando-se um dos primeiros álbuns a tê-lo fazendo isso. Richards disse mais tarde que achou o desafio musicalmente gratificante, mas se ressentiu de Jones por sua atitude pouco profissional quando a banda estava sob extrema pressão para gravar e manter uma agenda de turnês agitada. Em algumas músicas, Richards apoiou as linhas de baixo de Wyman com uma parte de baixo fuzz, que os historiadores musicais Philippe Margotin e Jean-Michel Guesdon sugerem que foi influenciada pelo uso de Paul McCartney na faixa "Think for Yourself" (de Rubber Soul). Aftermath também foi o primeiro LP dos Stones a ser lançado com a maioria de suas faixas em estéreo verdadeiro, em oposição ao estéreo recriado eletronicamente.

## Música e composição
De acordo com o musicólogo David Malvinni, Aftermath é o ápice do desenvolvimento estilístico dos Rolling Stones que remonta a 1964, uma síntese de sons previamente explorados do blues, rock and roll, rhythm and blues, soul, folk rock e baladas pop. Margotin e Guesdon vão mais longe ao dizer que o álbum mostra que os Stones estão livres de influências que haviam dominado sua música anterior, especificamente as raízes do Chicago Blues da banda. Em vez disso, eles dizem, o disco apresenta um estilo original de art rock que resultou da experimentação musical de Jones e se baseia não apenas no blues e no rock, mas também no pop, R&B, country, barroco, música clássica e world music. Tons e escalas musicais da canção de alaúde inglesa e da música do Oriente Médio aparecem no rock e blues baseados em riffs do Aftermath (em suas formas country e urbana). Embora ainda o considere um esforço de blues rock, Tom Moon compara a música a uma colaboração entre a banda de art rock Velvet Underground e a banda da Stax house. Jagger ecoa esses sentimentos em uma entrevista de 1995 para a Rolling Stone, considerando-a um trabalho estilisticamente diverso e um marco para ele que "finalmente colocou para descansar o fantasma de ter que fazer essas versões cover muito legais e interessantes, sem dúvida, mas ainda assim, de antigas canções de R&B - que realmente não sentimos que estávamos fazendo justiça, para ser perfeitamente honesto".
Junto com seu sucessor de 1967, Between the Buttons, Aftermath é citado por Malvinni como parte do período pop rock dos Rolling Stones, pois apresenta uma gama de acordes mais diversa e inclusiva de acordes menores do que suas gravações baseadas em blues. De acordo com Kevin Courrier, os Stones usam arranjos "suavemente intrincados" que emprestam ao disco um "ambiente sedutor" semelhante ao Rubber Soul, particularmente em "Lady Jane", "I Am Waiting", "Under My Thumb" e "Out of Time". As duas últimas canções, entre os títulos pop rock mais comuns de Aftermath, são exemplos frequentemente citados de Jones entrelaçando instrumentos não convencionais e sons peculiares no caráter sonoro do álbum, seu uso da marimba em destaque em ambos. Na opinião de Philip Norman, as contribuições variadas de Jones dão ao Aftermath tanto as "cores camaleônicas" associadas à moda Swinging London quanto uma "qualidade visual" diferente de qualquer outro álbum dos Stones. Robert Christgau diz que a textura do hard rock derivado do blues dos Stones é "permanentemente enriquecida" enquanto Jones "pinta [cores] instrumentais ocultas", Watts "molda [os] cortes de jazz em formas de rock", Richards "rola [rola] grosseiramente" e a banda "como um todo aprende [a] respeitar e explorar (nunca reverenciar) as nuances do estúdio"; a execução de Wyman aqui é descrita por Moon como a "mais funky" em um LP dos Stones.
Citando canções individuais, a Rolling Stone descreve Aftermath como "uma coleção expansiva de riffs fortes ('It's Not Easy') e blues acústicos ainda mais fortes ('High and Dry'); de psicodelia crescente ('Paint It Black'), galanteria barroca-folk ('I Am Waiting') e groove épico (os onze minutos de 'Goin' Home')". Jon Savage também destaca a diversidade estilística do álbum, dizendo que ele "varia de madrigais modernos ('Lady Jane'), ragas de music hall (' Mother's Little Helper '), cantos fúnebres estranhos e semelhantes a maldições ('I Am Waiting') e pop acelerado ('Think') a várias mutações de blues extremamente secas ('High and Dry', 'Flight 505' [e] 'Going Home')". As quatro primeiras músicas da edição americana do Aftermath – "Paint It Black", "Stupid Girl", "Lady Jane" e "Under My Thumb" – são identificadas pelo acadêmico musical James Perone como suas tentativas mais explícitas de transcender as convenções do rock and roll baseadas no blues do passado dos Stones. Ele também observa como o riff de guitarra e o solo de Richards na última faixa são "minimalistas, em uma tessitura bastante baixa e relativamente sem emoção", em comparação com sucessos anteriores dos Stones como "(I Can't Get No) Satisfaction", "Get Off of My Cloud" e "19th Nervous Breakdown".

## Letras e temas

### Personagens femininas
Era quase como se as mulheres, em toda a sua humanidade contraditória, simbolizassem as condições de vida que eram o alvo final da raiva dos Stones.

— Robert Christgau (1972)
O estilo musical diverso de Aftermath contrasta com os temas sombrios explorados nas letras de Jagger e Richards, que frequentemente desprezam amantes femininas. Margotin e Guesdon dizem que Jagger, que havia sido acusado de misoginia antes do álbum, está vingando queixas da vida real com as músicas, usando "linguagem e imagens que tinham o poder de machucar". "Stupid Girl", que ataca a "suposta ganância e certezas fáceis das mulheres", é especulado pelos escritores para criticar indiretamente Shrimpton. "High and Dry" expressa uma visão cínica sobre uma conexão romântica perdida, enquanto "Under My Thumb", "Out of Time" e "Think" mostram como "a vingança de um homem contra sua amante (ou talvez esposa) se torna uma fonte de prazer real". Shrimpton ficou arrasado com a letra de "Out of Time", na qual Jagger canta, "Você é obsoleto, meu bebê, meu pobre bebê antiquado". Savage vê tais canções como evocando "a maldade da imagem construída dos Rolling Stones" em forma lírica ao capturar a antipatia de Jagger por Shrimpton, a quem ele descreve como uma "garota de classe média alta e agressiva que dava o troco". Admitindo que o chauvinismo masculino se tornou um tema-chave das letras dos Stones a partir do final de 1965, Richards disse mais tarde a Bockris: "Foi tudo um desdobramento do nosso ambiente  ... hotéis e muitas garotas idiotas. Nem todas idiotas, de forma alguma, mas foi assim que se ficou. Você foi realmente cortado."
Na visão de Guesdon e Margotin, os Stones expressam uma atitude mais compassiva em relação às mulheres em "Mother's Little Helper", que examina a dependência de uma dona de casa em medicamentos farmacêuticos para lidar com sua vida diária, e na história de namoro romântico de "Lady Jane". Em contraste, Davis escreve sobre Aftermath contendo um "ataque flagrante à maternidade" e diz que "Mother's Little Helper" aborda "donas de casa suburbanas tranqüilizadas". De acordo com Hassinger, sua esposa Marie forneceu a inspiração para "Mother's Little Helper" quando ela forneceu alguns calmantes em resposta a um pedido de um dos funcionários do estúdio. Davis compara "Lady Jane" a uma canção de amor Tudor com letras aparentemente inspiradas nas cartas de amor de Henrique VIII para Lady Jane Seymour. Alguns ouvintes presumiram que a música era sobre a amiga da alta sociedade de Jagger, Jane Ormsby-Gore, filha de David Ormsby-Gore, 5º Barão Harlech. No que o jornalista musical Chris Salewicz chama de uma afirmação "hipócrita", Jagger disse a Shrimpton que "Lady Jane" foi escrita para ela.

### Estrutura conceitual
No geral, os temas mais sombrios levam Margotin e Guesdon a chamar Aftermath de "um álbum sombrio no qual desolação, paranoia, desespero e frustração ecoam faixa após faixa". De acordo com Steven Hyden, as composições de Jagger exploram "sexo como prazer, sexo como poder, amor disfarçado de ódio e ódio disfarçado de amor". Moon acredita que a ideologia do flower power do período é reformulada em uma luz negra "nessas canções duras, magras e desesperadamente solitárias", enquanto Norman as chama de "canções de triunfo masculino imaturo" nas quais Jagger alternadamente exibe charme infantil e desprezo misógino. Embora canções como "Stupid Girl" e "Under My Thumb" possam ser misóginas, elas também são interpretadas como representações sombrias da masculinidade odiosa do narrador. A misoginia, como em "Under My Thumb", "pode ser apenas uma ferramenta para restaurar o frágil narcisismo e a arrogância do narrador masculino", pondera a estudiosa de música Norma Coates.
Referindo-se à versão americana do LP, Perone identifica inúmeras características musicais e líricas que emprestam a Aftermath uma unidade conceitual que, embora não seja suficiente para ser considerado um álbum conceitual, permite que o disco seja entendido "como um psicodrama em torno do tema do amor, desejo e obsessão que nunca dá certo". Também pode ser lido "como parte de um mundo de fantasia masculina sombria, talvez construído como um meio de lidar com a solidão causada por um relacionamento rompido ou uma série de relacionamentos rompidos com mulheres". Como Perone explica:
| “ | As músicas individuais parecem ir e voltar entre temas de amor/desejo por mulheres e o desejo de controlar mulheres e misoginia descarada. No entanto, a banda usa conexões musicais entre as músicas, bem como o subtema de viagem, o uso de metáforas felinas para mulheres e outras conexões líricas para sugerir que os personagens que o vocalista Mick Jagger retrata ao longo do álbum são realmente um e talvez derivem dos recessos profundos de sua psique. | ” |

### Motivos sociais

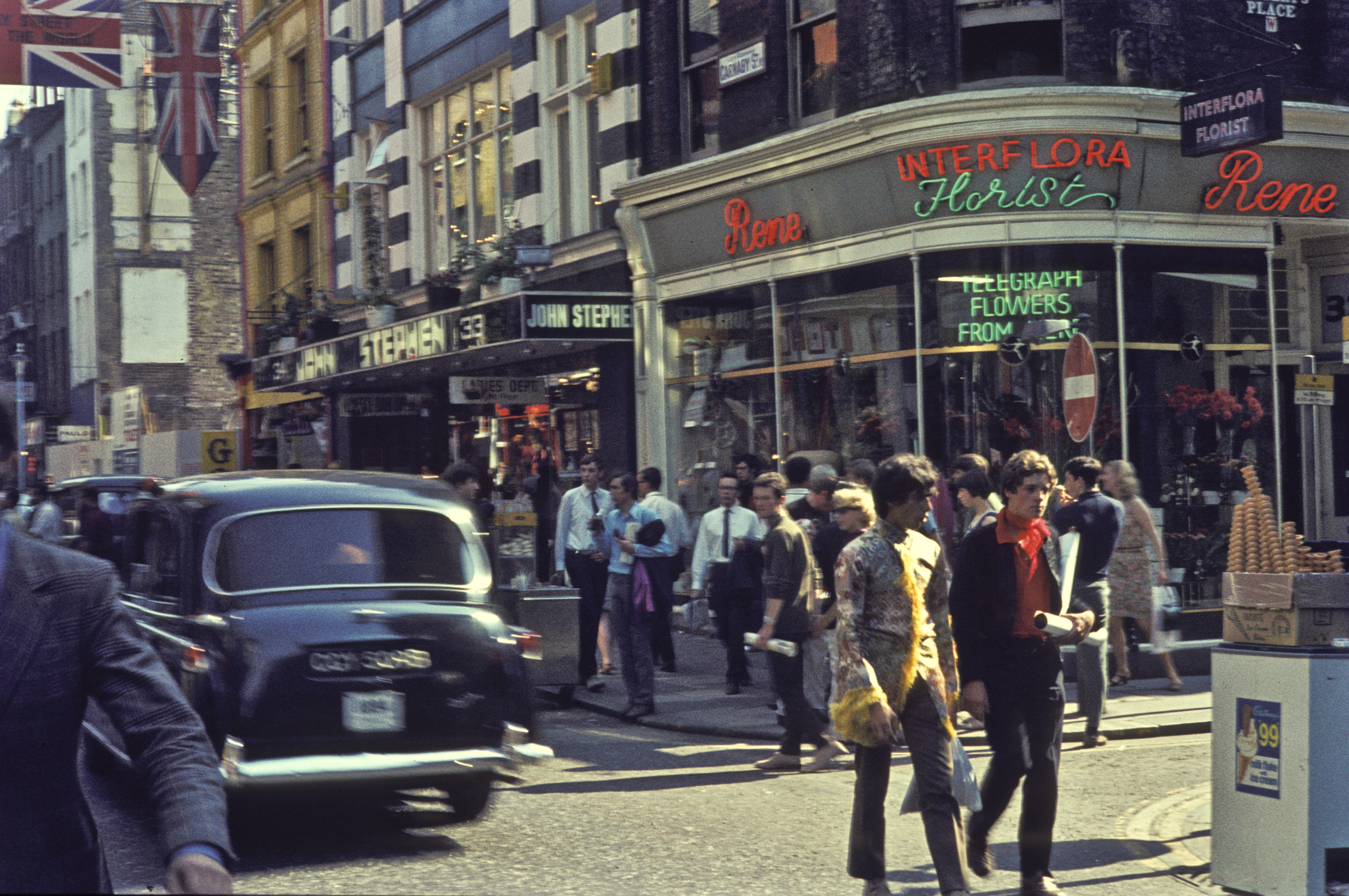
Carnaby Street em 1968. Aftermath capturou o envolvimento dos Rolling Stones com a crescente cena jovem de Swinging London.

De acordo com o historiador musical Simon Philo, como todos os lançamentos dos Stones de 1966, Aftermath também reflete o "engajamento" da banda com a Swinging London, uma cena na qual sua imagem decadente lhes proporcionou um papel preeminente ao capturar os ideais meritocráticos de juventude, aparência e riqueza sobre a classe social. O autor Ian MacDonald diz que, como em Between the Buttons, os Stones atuam aqui como contadores de histórias da cena e produzem um tipo "subversivo" de música pop comparável aos seus contemporâneos, os Kinks. Como Greil Marcus observa, os protagonistas das canções podem ser interpretados como boêmios de Londres severamente desdenhosos do conforto burguês, postulando "um duelo entre os sexos" e armando o humor e o escárnio. Courrier acrescenta que, como o "gêmeo maligno" do Rubber Soul, Aftermath pega o "ceticismo romântico" desse álbum e o reformula em uma narrativa de "revolta da classe baixa".
Tanto "Mother's Little Helper" quanto "What to Do" conectam a sociedade moderna a sentimentos de infelicidade. As dúvidas da banda sobre seu estrelato no rock também são abordadas, incluindo turnês implacáveis em "Goin' Home" e fãs que os imitam em "Doncha Bother Me", em que Jagger canta, "As linhas ao redor dos meus olhos são protegidas pela lei de direitos autorais". Savage vê a mesma letra, precedida pelos versos "Todos os clubes e bares / E os pequenos carros vermelhos / Sem saber o porquê, mas tentando ficar chapado", como a visão cínica dos Stones sobre o Swinging London em uma época em que o fenômeno estava recebendo atenção internacional e sendo apresentado como uma atração turística. De acordo com Perone, "I Am Waiting" sugere paranoia por parte do narrador e que as forças sociais são a causa, mas a música apresenta um grau de resignação em comparação com outros comentários do álbum sobre a sociedade focada em classe e consumo.

## Título e arte da capa

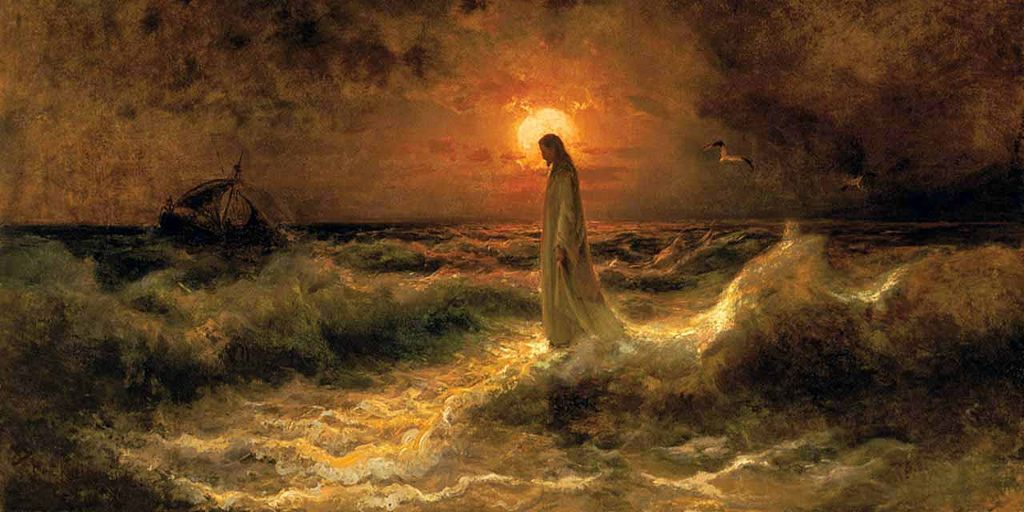
O título preliminar e a capa foram rejeitados pela gravadora dos Stones por fazerem alusão a Jesus andando sobre as águas. (Cristo caminhando sobre as águas, de Julius von Klever, c.  1880, mostrado acima)

Durante a gravação, Oldham queria que Could You Walk on the Water? fosse o título do álbum. Em meados de janeiro de 1966, a imprensa britânica anunciou que um novo LP dos Rolling Stones com esse título seria lançado em 10 de março. Em Rolling with the Stones, Wyman se refere ao anúncio como "audácia" da parte de Oldham, embora ele suponha que Could You Walk on the Water? era o título proposto por seu empresário para o álbum de compilação de março da banda, Big Hits (High Tide and Green Grass), em vez de Aftermath. Na época, Richards reclamou que Oldham estava continuamente tentando "[entrar] na ação" e "os Stones praticamente se tornaram uma projeção de seu próprio ego". Um porta-voz da Decca disse que a empresa não lançaria um álbum com esse título "a preço algum"; A ideia de Oldham irritou os executivos da distribuidora americana da empresa, a London Records, que temiam que a alusão a Jesus andando sobre as águas pudesse provocar uma resposta negativa dos cristãos.
A controvérsia do título envolveu os Stones em um conflito com a Decca, atrasando o lançamento de Aftermath de março para abril de 1966. Oldham também propôs a ideia de produzir um gatefold de luxo com seis páginas de fotos coloridas da recente turnê americana dos Stones e uma capa retratando a banda caminhando sobre um reservatório da Califórnia à maneira de "messias pop no Mar da Galileia", como Davis descreve. Rejeitada pela Decca, a embalagem foi usada para a versão americana de Big Hits, embora com uma capa mostrando a banda parada na margem do reservatório. De acordo com Davis, "na amargura (pela falta de controle de seu trabalho) que se seguiu, o álbum foi chamado de Aftermath por falta de outro conceito." A Rolling Stone discerne uma conexão entre o título final e os temas explorados na música: "Aftermath de quê? da fama relâmpago que resultou do lançamento de cinco álbuns em dois anos, para começar ... E de mulheres hipócritas". Na opinião de Norman, uma "consequência" da "referência sacrílega ao mais espectacular dos milagres de Cristo" do título anterior é "a própria coisa da qual os seus chefes tementes a Deus podem muito bem tê-los salvo", evitando efectivamente o furor internacional que John Lennon criou com a sua observação, em Março, de que os Beatles são "mais populares do que Jesus".
A foto da capa do lançamento britânico de Aftermath foi tirada por Guy Webster e o design da capa foi feito por Oldham, creditado como "Sandy Beach". Em vez do ensaio elaborado que Oldham geralmente fornecia para os álbuns dos Stones, as notas do encarte foram escritas por Hassinger e eram um comentário direto sobre a música. Hassinger escreveu em parte: "Foi ótimo trabalhar com os Stones, que, ao contrário das inúmeras piadas de comediantes medíocres em todo o mundo, são verdadeiros profissionais e um gás para se trabalhar." Para a imagem da capa, close-ups dos rostos dos membros da banda foram alinhados diagonalmente contra um fundo rosa claro e preto, e o título do álbum foi cortado ao meio em uma quebra de linha. A parte de trás do LP continha quatro fotos em preto e branco do grupo tiradas por Jerry Schatzberg em seu estúdio fotográfico em Nova Iorque em fevereiro de 1966. Jones foi claro em sua antipatia pelo design de Oldham quando entrevistado pela Melody Maker em abril.
Para a capa da edição americana, David Bailey tirou uma foto colorida de Jones e Richards na frente de Jagger, Watts e Wyman, e a colocou contra um fundo preto desfocado. De acordo com Margotin e Guesdon, a foto foi intencionalmente desfocada como "uma alusão ao movimento psicodélico" e "corresponde melhor à nova direção artística dos Stones".

## Marketing e vendas

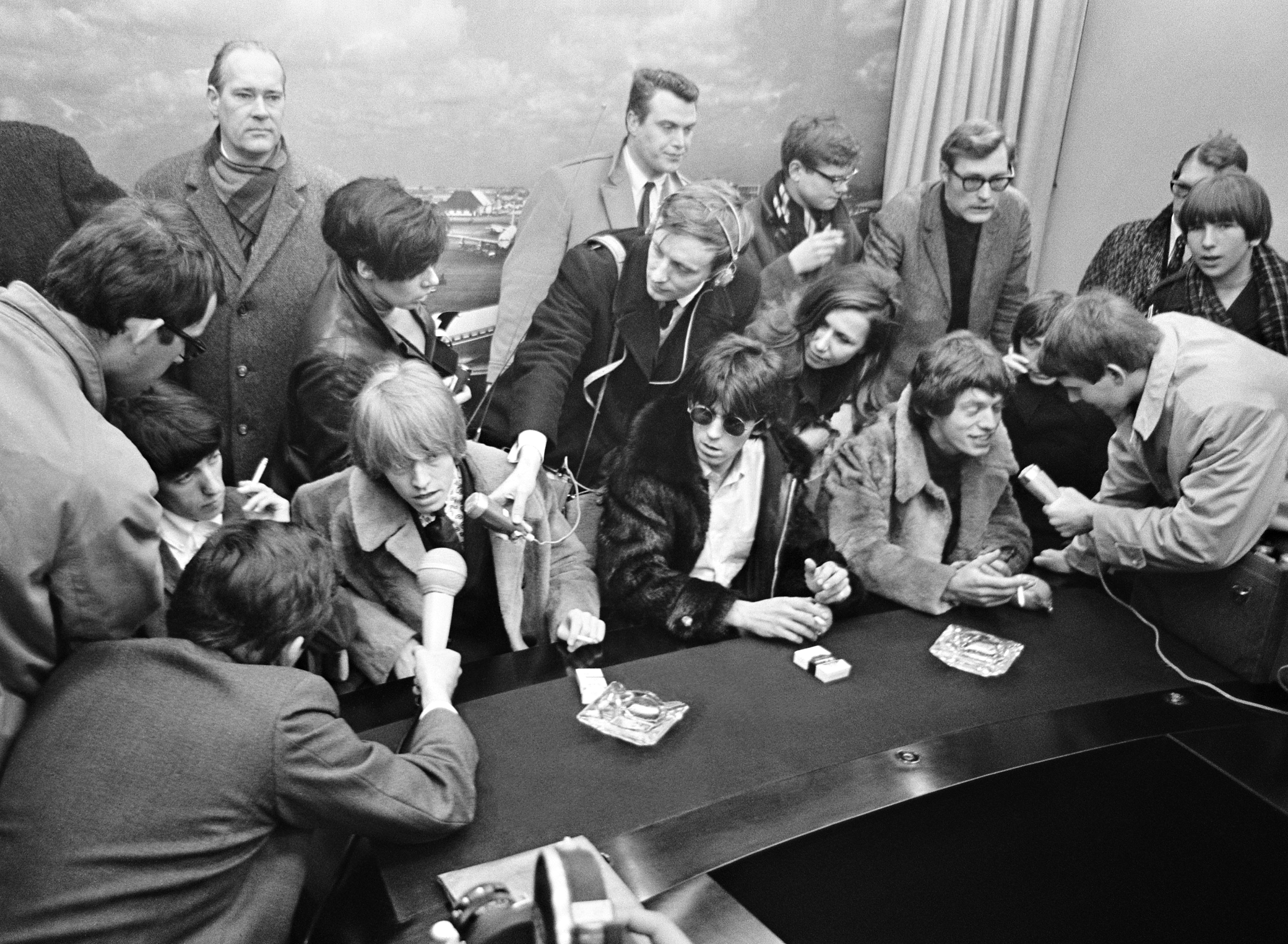
Sentados da esquerda para a direita: Bill Wyman, Jones, Richards e Jagger, entrevistados pela imprensa musical no Aeroporto Schiphol de Amsterdã durante uma turnê pouco antes do lançamento de Aftermath.

O lançamento de Aftermath foi precedido pela turnê de duas semanas dos Rolling Stones pela Europa, que começou em 25 de março de 1966. A Decca lançou o álbum no Reino Unido em 15 de abril e um comunicado de imprensa que o acompanhava que declarava: "Olhamos para Shakespeare, Dickens e Chaucer para relatos de outras épocas de nossa história, e sentimos que amanhã, em muitas ocasiões, olharemos para os discos de gramofone dos Rolling Stones ... que atuam como um espelho para a mente, ação e acontecimentos de hoje." No mesmo dia, a revista Time publicou um artigo intitulado "Londres: uma cidade oscilante", reconhecendo tardiamente o fenômeno Swinging London um ano após seu pico. A edição britânica de Aftermath apresentou um tempo de execução de 52 minutos e 23 segundos, o mais longo para um LP de música popular naquela época. O disco foi prensado com volume reduzido para permitir sua duração incomum. Na Holanda, a Phonogram Records lançou o álbum às pressas na semana de 14 de maio, em resposta à alta demanda dos varejistas de música holandeses.
Nos EUA, London atrasou o lançamento do álbum para comercializar a compilação Big Hits primeiro, mas lançou "Paint It Black" como single em maio. A música foi lançada originalmente como "Paint It, Black", a vírgula sendo um erro da Decca, o que gerou polêmica sobre uma suposta conotação racial. A banda começou sua quinta turnê norte-americana em 24 de junho em apoio ao Aftermath; foi sua turnê de maior bilheteria até agora e, de acordo com Richards, o início de um período de reaproximação entre Jones, Jagger e ele mesmo. No final de junho, London lançou a edição americana do álbum com "Paint It Black" substituindo "Mother's Little Helper", que foi lançada no mesmo período nos EUA como single com "Lady Jane" como lado B. "Out of Time", "Take It or Leave It" e "What to Do" foram igualmente cortadas da ordem de execução do LP dos EUA em um esforço para reduzir significativamente sua duração, de acordo com a política da indústria de lançar álbuns mais curtos e maximizar a quantidade de lançamentos de LP para artistas populares. Aftermath foi o quarto álbum de estúdio britânico e o sexto americano da banda.
No Reino Unido, Aftermath liderou a parada de LPs da Record Retailer (posteriormente adotada como UK Albums Chart) por oito semanas consecutivas, substituindo o álbum da trilha sonora de The Sound of Music (1965) no número 1. Permaneceu na parada por 28 semanas. Aftermath provou ser o quarto álbum mais vendido de 1966 no Reino Unido e também se tornou um dos 10 mais vendidos na Holanda. Nos EUA, o álbum entrou na Billboard Top LPs no número 117 em 2 de julho, tornando-se a maior entrada da parada naquela semana. Em 13 de agosto, ele subiu para o número 2, atrás de Yesterday and Today dos Beatles. Naquele mês, a Recording Industry Association of America concedeu a Aftermath uma certificação de ouro para remessas de 500.000 cópias; em 1989, foi certificado como platina por um milhão de cópias.
De acordo com o historiador pop Richard Havers, a corrida do Aftermath nas paradas dos EUA em 1966 foi auxiliada pelo sucesso de "Paint It Black", que liderou a Billboard Hot 100 por duas semanas em junho. "Mother's Little Helper" também foi um sucesso na Hot 100, chegando ao número 8 na parada. As canções do álbum também se mostraram populares entre outros artistas, "Mother's Little Helper", "Take It or Leave It", "Under My Thumb" e "Lady Jane", todas sendo regravadas um mês após o lançamento do Aftermath. Somando-se ao sucesso de Jagger e Richards como escritores, Chris Farlowe liderou as paradas do Reino Unido com sua gravação produzida por Jagger de "Out of Time" em agosto.

## Recepção crítica
Aftermath recebeu críticas altamente favoráveis na imprensa musical. Foi lançado poucos meses antes de Blonde on Blonde, de Bob Dylan, e Revolver, dos Beatles, álbuns de artistas com os quais Jagger e Richards receberam comparações enquanto Oldham promovia o amadurecimento artístico da banda para a imprensa. Entre os críticos britânicos, Richard Green, do Record Mirror, em abril de 1966, começou sua crítica dizendo: "Quer eles percebam ou não - e acho que Andrew Oldham percebe - os Rolling Stones têm em suas mãos o LP de sucesso do ano com Aftermath", acrescentando que seria preciso muito esforço para superar sua conquista. Green disse que a música é inconfundivelmente rock and roll e ficou especialmente impressionado com a bateria de Watts. Keith Altham, do New Musical Express (NME), saudou os Stones como "os gênios por trás das máquinas elétricas" que gravaram um LP com "a melhor relação custo-benefício de todos os tempos". Ele descreveu "Goin' Home" como uma "improvisação fantástica de R&B" e disse que "Lady Jane", "Under My Thumb" e "Mother's Little Helper" têm potencial para serem grandes singles. Aftermath foi considerado na Melody Maker como o melhor LP do grupo até o momento e um que "facilmente conquistaria a Grã-Bretanha". O crítico da revista aplaudiu seu foco "em big beat, potência e 'sons' interessantes", observando como o uso de dulcimer, sitar, órgão, cravo, marimba e caixas de fuzz cria uma "variedade avassaladora de atmosferas e tons".
Embora a atitude irrisória das letras em relação às mulheres tenha ofendido alguns ouvintes, esse aspecto recebeu pouca atenção na imprensa pop britânica ou reclamações de fãs do sexo feminino. No jornal cultural New Left Review, Alan Beckett escreveu que as letras da banda só poderiam ser totalmente apreciadas por um público familiarizado com a vida urbana moderna, particularmente Londres. Ele disse que a "garota arquetípica" dos Stones, como apresentada pela primeira vez em sua canção de 1965 "Play with Fire", era "rica, mimada, confusa, fraca, usando drogas, etc.", acrescentando que: "Qualquer um que tenha estado perto de Chelsea ou Kensington pode colocar pelo menos um nome a esse personagem." Respondendo na mesma publicação, o historiador intelectual Perry Anderson (usando o pseudônimo de Richard Merton) defendeu a mensagem da banda como uma exposição audaciosa e satírica sobre a desigualdade sexual. Ele disse que em canções como "Stupid Girl" e "Under My Thumb", os Stones "desafiaram um tabu central do sistema social" e que "o fizeram da forma mais radical e inaceitável possível: celebrando-o".
Algumas escritoras feministas defenderam "Under My Thumb". Camille Paglia considerou a canção "uma obra de arte", apesar de suas letras sexistas, e Aftermath um "ótimo álbum" com "sonoridades ricas". Em um artigo de 1973 para a Creem, Patti Smith relatou sua resposta ao álbum em 1966: "O álbum Aftermath foi o verdadeiro movimento. Mulher de duas caras. Não me incomoda. O cantor demonstra desprezo por sua dama. Ele está no topo e é disso que eu gosto. Então ele a eleva como rainha. Sua obsessão é ela. 'indo para casa'. Que canção ... a música dos Stones está ferrando a música."
Entre os comentaristas dos EUA, Bryan Gray escreveu no Deseret News: "Este álbum faz o melhor trabalho até agora em alienar os maiores de vinte anos. A razão - eles tentam cantar." O painel de revisão do Record World selecionou o álbum como um dos seus três "Álbuns da Semana", prevendo um grande vendedor enquanto destacava "Paint It Black" como "apenas o primeiro de uma série de [faixas] quentes". O crítico da Billboard previu que Aftermath se tornaria outro sucesso para os Stones, citando "Paint It Black" como o ponto focal do álbum de hard rock e reverenciando Oldham por sua produção. Cashbox ficou extremamente impressionado com o LP e também previu sucesso imediato nas paradas, dizendo que "Lady Jane" e "Goin' Home" em particular provavelmente atrairão atenção considerável. Escrevendo na Esquire em 1967, Robert Christgau disse que os discos dos Stones apresentam o único desafio possível ao lugar de Rubber Soul como "um álbum que, em termos de inovação, firmeza e inteligência lírica", superou em muito qualquer trabalho anterior na música popular. Cerca de dois anos depois, na Stereo Review, ele incluiu o American Aftermath em sua "biblioteca" básica de rock de 25 álbuns e atribuiu a identidade artística dos Stones em grande parte a Jagger, "cujo poder, sutileza e sagacidade são incomparáveis na música popular contemporânea". Embora sugerisse que Jagger e Richards ocupam o segundo lugar, atrás de John Lennon e Paul McCartney, como compositores de melodia no rock, Christgau ainda o considerou o melhor álbum em qualquer categoria e escreveu:
| “ | Os aficionados do rock classificam os Stones com os Beatles, mas talvez eles não tenham impressionado um público maior porque sua devoção à música é pura: os Hollyridge Strings nunca gravarão um álbum de melodias de Jagger–Richard. Mas para qualquer um disposto a descartar seus preconceitos, Aftermath é uma grande experiência, uma destilação de tudo o que o rock e o blues representam. | ” |
|   | |   |

## Legado

### Impacto cultural
Aftermath é considerado o mais importante dos primeiros álbuns dos Rolling Stones. Foi um lançamento inaugural da era do álbum, durante o qual o LP substituiu o single como o principal produto e forma de expressão artística na música popular. Assim como aconteceu com Rubber Soul, a extensão do sucesso comercial de Aftermath frustrou as tentativas da indústria musical de restabelecer o mercado de LP como o domínio dos compradores de discos adultos mais ricos - um plano que foi impulsionado pela desaprovação da indústria da imagem grosseira associada a Jagger e sua crença de que os jovens compradores de discos estavam mais preocupados com singles. Na opinião de Malvinni, Aftermath foi "o passo crucial para a conquista do mundo pop pelos Stones e sua resposta muito necessária" ao Rubber Soul, que também incorporou o surgimento da cultura jovem na música popular em meados da década de 1960. Com seu sucesso comercial contínuo, os Stones se juntaram aos Beatles e ao The Who como um dos poucos grupos de rock que foram capazes de seguir sua própria direção artística e se alinhar à cena boêmia de elite de Londres sem alienar o público jovem em geral ou parecer comprometer seus valores de classe trabalhadora. Falando sobre o impacto cultural do lançamento britânico de Aftermath em 1966, Margotin e Guesdon dizem que foi, "em certo sentido, a trilha sonora de Swinging London, um presente para os jovens descolados" e "uma das estrelas mais brilhantes da nova cultura (ou contracultura) que atingiria seu apogeu no ano seguinte no Verão do Amor".

Aftermath segue diretamente na esteira da trilogia de canções dos Stones baseada em sua experiência americana: "(I Can't Get No) Satisfaction", "Get Off of My Cloud" e "19th Nervous Breakdown", e estabelece que eles ganharam confiança suficiente em sua própria destreza de composição para apresentar um álbum de material totalmente original. Embora talvez eles não estivessem cientes disso na época, sua descarga inicial de adrenalina (que os sustentou por três anos) estava quase esgotada. No entanto, o puro ímpeto de sua luta pela supremacia nos Estados Unidos permitiu que eles dessem esse golpe de misericórdia sem mostrar nenhum sinal de fadiga artística.

— Roy Carr (1976)
Aftermath é considerado o mais artisticamente formativo dos primeiros trabalhos dos Rolling Stones. Seu novo som no álbum ajudou a expandir seus seguidores aos milhares, enquanto seu conteúdo solidificou sua imagem sombria. Como Ritchie Unterberger observa, sua perspectiva desdenhosa sobre a sociedade e as mulheres contribuiu significativamente para a reputação do grupo como "os bad boys" do rock. De acordo com John Mendelsohn do PopMatters, o comentário social de "Mother's Little Helper" em particular "cimentou sua reputação como uma força cultural subversiva", pois expôs a hipocrisia da associação exclusiva da cultura mainstream do uso de drogas psicoativas com viciados e estrelas do rock. Jazz Monroe da NME escreve que Aftermath simultaneamente renegou e reinventou a tradição do rock e elevou para sempre os Stones como iguais aos Beatles. Escrevendo para o The A.V. Club, Hyden descreve-o como "um modelo para cada álbum clássico dos Stones que veio depois", creditando suas canções "sarcásticas, sombrias e casualmente chocantes" com a introdução de temas que Jagger exploraria mais no futuro por meio de uma "persona complexa e escorregadia" que lhe permitiu "ser bom e mau, homem e mulher, duro e terno, vítima e vitimizador". Essa imagem deliberadamente "confusa e complicada" ajudou a tornar Jagger um dos músicos principais mais cativantes do rock, conclui Hyden.

### Influência no rock
O álbum provou ser influente no desenvolvimento da música rock. Seu conteúdo sombrio foi pioneiro nos temas psicológicos e sociais mais sombrios do glam rock e do punk rock britânico na década de 1970. O historiador musical Nicholas Schaffner, em The British Invasion: From the First Wave to the New Wave (1982), reconhece os Stones no álbum por serem o primeiro ato de gravação a envolver temas de sexo, drogas e cultura rock "com uma medida de inteligência e uma correspondente falta de sentimentalismo ou mesmo romantismo". A atitude de músicas como "Paint It Black" em particular influenciou a perspectiva niilista do punk. Elvis Costello chamou seu álbum This Year's Model (1978) de "uma versão fantasma de Aftermath" e chamou "This Year's Girl" de uma canção de resposta a "Stupid Girl".
Alguns dos elementos do rock orientados para o blues do Aftermath prenunciaram a música blues rock do final dos anos 1960. Schaffner sugere que "Goin' Home" antecipou a tendência de improvisações musicais estendidas por bandas de rock profissionais, enquanto Rob Young do Uncut diz que anunciou "a maré psicodélica que se aproximava" à maneira do Rubber Soul. Resumindo o impacto do Aftermath em 2017, a escritora de cultura pop Judy Berman descreve "Paint It Black" como "o hit mais niilista do rock até hoje" e conclui que, "com Jones abandonando sua guitarra por um armário cheio de instrumentos exóticos e a banda canalizando a saudade de seus músicos em turnê na jam de blues culminante de 11 minutos do disco, 'Goin' Home', eles também impulsionaram o rock."

### Reavaliação
| Revisões profissionais retrospectivas | Revisões profissionais retrospectivas |
| Avaliações da crítica                 | Avaliações da crítica                 |
| Fonte                                 | Avaliação                             |
| ------------------------------------- | ------------------------------------- |
| AllMusic                              | [ 138 ]                               |
| Blender                               | [ 146 ]                               |
| Encyclopedia of Popular Music         | Reino Unido: · EUA:                   |
| Entertainment Weekly                  | A–                                    |
| The Great Rock Discography            | 7/10                                  |
| MusicHound Rock                       | 5/5                                   |
| NME                                   | 7/10                                  |
| The Rolling Stone Album Guide         | [ 152 ]                               |
| Tom Hull – on the Web                 | Reino Unido: A− EUA: A                |

Aftermath é frequentemente considerado o primeiro álbum clássico dos Rolling Stones. De acordo com Stephen Davis, sua posição como a primeira coleção totalmente de Jagger-Richards o torna, "para fãs sérios, o primeiro álbum real dos Rolling Stones". Schaffner diz que é "o mais criativo" e possivelmente o melhor de seus álbuns "nos primeiros cinco anos", enquanto Hyden o cita como sua "primeira obra-prima completa". Escrevendo para Uncut, Ian MacDonald o reconhece como um "pico inicial" na carreira dos Stones, e Jody Rosen, em um artigo "Back Catalogue" para o Blender, o inclui como o primeiro dos álbuns "essenciais" do grupo. Alexis Petridis do The Guardian nomeia Aftermath o quinto melhor disco dos Stones, enquanto Graeme Ross do The Independent o classifica em sexto e sugere que ele está no mesmo nível de outros LPs de referência de 1966, incluindo Blonde on Blonde, Revolver e Pet Sounds dos Beach Boys. Em The Rolling Stone Illustrated History of Rock & Roll (1976), Christgau nomeia Aftermath o primeiro de uma série de LPs dos Stones - incluindo Between the Buttons, Beggars Banquet (1968) e Let It Bleed (1969) - que estão "entre os maiores álbuns de rock". Em MusicHound Rock (1999), Greg Kot destaca as contribuições instrumentais "astutas" de Jones ao identificar Aftermath como o álbum que transformou os Stones de "tradicionalistas" do blues britânico em artistas canônicos da era do álbum-rock, ao lado dos Beatles e Bob Dylan. Em uma revisão retrospectiva para a AllMusic, Unterberger aplaude o uso de influências de Dylan e psicodelia pela banda em "Paint It Black", e elogia de forma semelhante "Under My Thumb", "Lady Jane" e "I Am Waiting" como obras-primas.
Em 2002, ambas as versões de Aftermath foram remasterizadas digitalmente como parte da campanha de relançamento da ABKCO Records dos álbuns dos Rolling Stones dos anos 1960. Analisando as reedições para a Entertainment Weekly, David Browne recomenda a versão do Reino Unido em vez da dos EUA, enquanto Tom Moon, em sua avaliação no The Rolling Stone Album Guide (2004), prefere a edição dos EUA por sua substituição de "Mother's Little Helper" por "Paint It Black" e destaca as letras inteligentes de Jagger. Colin Larkin, que avalia a versão britânica mais alto em sua Encyclopedia of Popular Music (2011), descreve Aftermath como "um trabalho inovador em um ano crucial" e um álbum que demonstra flexibilidade na escrita e nos estilos musicais do grupo, bem como "sinais da misoginia inveterada da banda". Em seu livro The Beatles vs. The Rolling Stones: Sound Opinions on the Great Rock 'n' Roll Rivalry (2010), Jim DeRogatis e Greg Kot concordam que Aftermath é "o primeiro álbum realmente ótimo dos Stones do começo ao fim", com DeRogatis especialmente impressionado pela primeira metade das canções da edição britânica.
O autor de cultura pop Shawn Levy, em seu livro de 2002 Ready, Steady, Go!: Swinging London and the Invention of Cool, diz que, diferentemente dos três álbuns anteriores dos Stones, Aftermath demonstrou "propósito" em seu sequenciamento e "uma sensação real de que uma visão coerente estava em ação" à maneira do Rubber Soul dos Beatles. No entanto, ele acrescenta que com o lançamento de Revolver em agosto de 1966, Aftermath parecia "flácido, manso, datado". Young acredita que sua reputação como um trabalho a par com Rubber Soul é imerecida, já que a qualidade de suas canções é inconsistente, a produção é "relativamente direta" e a abordagem estilística variada garante que ele não tenha o aspecto unificador dos outros grandes LPs do período. Ao discutir o legado crítico do álbum para o PopMatters, Mendelsohn e Eric Klinger ecoam esse sentimento, ao mesmo tempo em que concordam que é mais um trabalho de transição para os Stones e não está no nível dos álbuns de seus "anos dourados" subsequentes - Beggars Banquet, Let It Bleed, Sticky Fingers (1971) e Exile on Main St. (1972). Em um artigo para o Clash celebrando o 40º aniversário do Aftermath, Simon Harper admite que sua posição artística ao lado das obras contemporâneas dos Beatles pode ser discutível, mas, "como o renascimento da maior banda de rock and roll do mundo, sua importância é indiscutível".
Algumas avaliações retrospectivas são críticas ao tratamento severo de personagens femininas no álbum. Como Schaffner observa, "o impulso brutal de cantigas como 'Stupid Girl', 'Under My Thumb' e 'Out of Time' desde então, é claro, induziu paroxismos de raiva entre feministas." Young infere que o principal tema lírico do álbum agora evoca uma "sensação um tanto antiquada de misoginia malcriada e espetada", apresentando personagens femininas como "donas de casa que tomam pílulas ... a vadia idiota ... a manequim da moda ' obsoleta ' ... ou a doce de braço subjugada". Berman também destaca esse aspecto em sua estimativa positiva de Aftermath , dizendo que "satisfez a misoginia dos Stones na faixa de diss 'Stupid Girl' e domou uma megera em 'Under My Thumb', um trabalho desagradável". Unterberger expressa reservas semelhantes sobre a substância por trás de canções como "Goin' Home" e "Stupid Girl", achando esta última particularmente insípida.

### Rankings
Aftermath frequentemente aparece em classificações profissionais dos melhores álbuns. Em 1987, foi eleito o 68º no livro Critics' Choice: The Top 100 Rock 'n' Roll Albums of All Time, de Paul Gambaccini, com base em submissões de um painel internacional de 81 críticos, escritores e locutores. Em classificações contemporâneas dos maiores álbuns, a holandesa OOR, a britânica Sounds e a irlandesa Hot Press o colocaram em 17º, 61º e 85º, respectivamente. A revista francesa Rock & Folk incluiu Aftermath em sua lista de 1995 de "Os 300 melhores álbuns de 1965–1995". All Time Top 1000 Albums de Colin Larkin. Em 2003, a Rolling Stone classificou a edição americana na posição 108 na lista dos "500 Maiores Álbuns de Todos os Tempos" da revista. A lista de 2008 da varejista francesa FNAC nomeou Aftermath o 183º maior álbum de todos os tempos. Em listas contemporâneas dos álbuns "mais legais", a Rolling Stone e a GQ o classificaram em segundo e décimo lugar, respectivamente. Em 2017, a Pitchfork listou Aftermath na posição 98 nos "200 Melhores Álbuns da Década de 1960" do site.
O álbum também é destacado em guias de discos populares. É nomeado na antologia Stranded de Greil Marcus de 1979 como um de seus álbuns "Treasure Island", compreendendo uma discografia pessoal dos primeiros 25 anos do rock. A edição americana do álbum está incluída em "A Basic Record Library" de gravações dos anos 1950 e 1960 publicadas no Christgau's Record Guide: Rock Albums of the Seventies (1981). A mesma versão aparece no livro de James Perone The Album: A Guide to Pop Music's Most Provocative, Influential and Important Creations (2012) e em 101 Albums That Changed Popular Music (2009) de Chris Smith, embora no apêndice deste último "Ten Albums That Almost Made It". Além disso, Aftermath aparece em 1991 no livro Rock & Roll Review: A Guide to Good Rock on CD de Bill Shapiro (listado em sua seção "Os 100 melhores discos compactos de rock"), em The Accidental Evolution of Rock'n'roll (1997) de Chuck Eddy, em 2006 na lista dos "Álbuns de rock mais significativos" da Greenwood Encyclopedia of Rock History, no livro de Tom Moon de 2008, 1.000 gravações para ouvir antes de morrer, e em 1001 Albums You Must Hear Before You Die (2010), de Robert Dimery.

## Faixas

### Edição do Reino Unido
Todas as faixas foram escritas por Mick Jagger e Keith Richards.
| Lado um |                          |         |  |
| N.º     | Título                   | Duração |  |
| 1.      | "Mother's Little Helper" | 2:40    |  |
| 2.      | "Stupid Girl"            | 2:52    |  |
| 3.      | "Lady Jane"              | 3:06    |  |
| 4.      | "Under My Thumb"         | 3:20    |  |
| 5.      | "Doncha Bother Me"       | 2:35    |  |
| 6.      | "Goin' Home"             | 11:18   |  |

| Lado dois |                       |         |  |
| N.º       | Título                | Duração |  |
| 7.        | "Flight 505"          | 3:25    |  |
| 8.        | "High and Dry"        | 3:06    |  |
| 9.        | "Out of Time"         | 5:15    |  |
| 10.       | "It's Not Easy"       | 2:52    |  |
| 11.       | "I Am Waiting"        | 3:10    |  |
| 12.       | "Take It or Leave It" | 2:47    |  |
| 13.       | "Think"               | 3:10    |  |
| 14.       | "What to Do"          |         |  |

- A remasterização SACD de 2002 da ABKCO da edição do Reino Unido foi lançada com uma mixagem estéreo indisponível de "Mother's Little Helper".[176]

### Edição dos EUA
Todas as faixas foram escritas por Mick Jagger e Keith Richards.
| Lado um |                    |         |  |
| N.º     | Título             | Duração |  |
| 1.      | "Paint It Black"   | 3:46    |  |
| 2.      | "Stupid Girl"      | 2:52    |  |
| 3.      | "Lady Jane"        | 3:06    |  |
| 4.      | "Under My Thumb"   | 3:20    |  |
| 5.      | "Doncha Bother Me" | 2:35    |  |
| 6.      | "Think"            | 3:10    |  |

| Lado dois |                 |         |  |
| N.º       | Título          | Duração |  |
| 7.        | "Flight 505"    | 3:25    |  |
| 8.        | "High and Dry"  | 3:06    |  |
| 9.        | "It's Not Easy" | 2:52    |  |
| 10.       | "I Am Waiting"  | 3:10    |  |
| 11.       | "Goin' Home"    | 11:18   |  |

- Observação: os tempos de "Paint It Black" e "Goin' Home" na reedição em CD estão incorretos.

## Créditos e pessoal
Os créditos são do livreto do CD de 2002 e das contribuições listadas no livro All the Songs de Philippe Margotin e Jean-Michel Guesdon, exceto quando indicado de outra forma.

#### The Rolling Stones
- Mick Jagger – vocais e backing vocals, percussão; harmónica ("Doncha Bother Me")
- Keith Richards – harmonia e backing vocals, guitarras elétricas e acústicas; fuzz bass ("Under My Thumb", "Flight 505", "It's Not Easy")
- Brian Jones – guitarras elétricas e acústicas; sitar ("Paint It Black"), dulcimer ("Lady Jane", "I Am Waiting"), harmónica ("Goin' Home", "High and Dry"), marimba ("Under My Thumb", "Out of Time"), vibrafone ("Out of Time"),[p] koto ("Take It or Leave It")[179]
- Bill Wyman – baixo, fuzz bass; órgão ("Paint It Black"), marimba, sinos
- Charlie Watts – bateria, percussão, marimba, sinos

#### Músicos adicionais
- Jack Nitzsche – piano, órgão, cravo, percussão
- Ian Stewart – piano, órgão

#### Pessoal adicional
- David Bailey – fotografia (Edição dos EUA)[180]
- Dave Hassinger – engenharia de áudio
- Andrew Loog Oldham – produção, design da arte da capa (Edição do Reino Unido)[83]
- Jerry Schatzberg – fotografia
- Guy Webster – fotografia (Edição do Reino Unido)

## Desempenho nas tabelas musicais

### Tabelas semanais
| Tabelas (1966–67)                       | Posição |
| --------------------------------------- | ------- |
| Australian Albums (Kent Music Report)   | 2       |
| Canada CHUM's Album Index               | 1       |
| Finland (Official Finnish Charts)       | 1       |
| Alemanha (Offizielle Deutsche Charts)   | 1       |
| UK Disc and Music Echo Top Ten LPs      | 1       |
| UK New Musical Express Best Selling LPs | 1       |
| UK Record Retailer LPs chart            | 1       |
| Estados Unidos (Billboard 200)          | 2       |
| US Cash Box Top 100 Albums              | 1       |
| US Record World Top 100 LPs             | 1       |

### Tabelas de fim de ano
| Tabela (1966)         | Posição |
| --------------------- | ------- |
| US Billboard Year-end | 24      |
| US Cash Box Year-end  | 22      |